# نشيط (تعز)
نشيط هي إحدى قرى الجمهورية اليمنية. تتبع جغرافيا لمحافظة تعز وإداريًا لمديرية التعزية. يبلغ تعداد سكانها 1166 نسمة حسب الإحصاء الذي أجري عام 2004.